# Túrony
Túrony is een plaats (község) en gemeente in het Hongaarse comitaat Baranya. Túrony telt 271 inwoners (2001).